# 朱冲烌
樂平定肅王朱沖烌（1405年—1486年），一說名為朱沖烋，明朝第一代樂平王，明太祖朱元璋孫，韓憲王朱松庶第四子，韓恭王朱沖𤊨弟，母趙氏，王妃王氏。

## 生平
他在永樂二十二年（1424年）受封樂平王，宣德元年（1426年）與太僕寺主簿王清之女結婚。他飽覽群書，言行舉動必仿古而行，曾上奏朝廷救濟祿米給韓府宗室中孀居無子的貧困女眷。
他在位六十二年，於成化二十二年（1486年）去世，享年八十二歲，長子鎮國將軍朱範場早逝，四年後其孫朱徵錏嗣位。

## 后代
- 镇国将军→乐平僖安王朱範場，生乐平恭安王朱徵錏等
- 镇国将军朱範埈
- 镇国将军朱範㙏
- 县主，仪宾郭贤
- 有曾孫奉國將軍朱偕澦，嫡長子鎮國中尉朱旭柊[2]